# Novigrad na Dobri
 Novigrad na Dobri  falu Horvátországban Károlyváros megyében. Közigazgatásilag Netretićhez tartozik.

## Fekvése
Károlyvárostól 9 km-re délnyugatra, községközpontjától  5 km-re délkeletre, a Dobra két partján fekszik. A két részt, a jobb parton álló várat és a bal parton álló falut a plébániatemplommal egy régi kőhíd köti össze, melyen a régi Karolina út haladt keresztül.

## Története
A Novigrad vára körüli vidék a középkorban Dobra néven tűnik fel az oklevelekben. Dobra első írásos említése egy 1297-es adásvételi szerződésben történt. 
Plébániáját 1334-ben említi Ivan goricai főesperes a zágrábi káptalan statutumában, papja a főesperes András nevű testvére volt. A falut már az első időkben is szabad nemesek lakták, akik már a középkorban is számos oklevélben szerepelnek. Egy 1441-ben kelt oklevél bizonyítja, hogy több környélbeli nemesi községhez hasonlóan a dobrai nemeseknek is volt saját plébánosuk. Novigrádnak régen két temploma is volt, hiszen a plébániatemplomon kívül a temetőben állt egy Szentháromság tiszteletére szentelt kápolna is. Ezt az 1558-as egyházlátogatás jegyzőkönyve is megemlíti, mely szerint mindkét templom falazott és harangtoronnyal rendelkező épület volt. A Szentháromság kápolnát a korabeli leírások alapján történészek kora keresztény eredetű építménynek tartják, mára nyoma nem maradt.
Novigrád várának építésének ideje nem ismert és az sem, hogy mikor lett a Frangepánok birtoka, de a 14. században már biztosan az övék volt. A legrégebbi oklevél, melyben a Frangepánok tulajdonában lévő Novigrád szerepel az az 1495-ben kelt szerződés, melyben Frangepán Bernát elcseréli a Dobra menti Sztativát, a Fabianics György birtokát képező modrus megyei Ključ várára. 1543-ban a török negyrészt kifosztotta a felégette a várhoz tartozó uradalom falvait, melyek elnéptelenedtek. Egy 1558-as oklevél, mely Frangepán István javainak elkobzásáról rendelkezik a várat jelentős jövedelműnek mondja, mely főként a vár alatti hídnál szedett vámból, valamint az uradalom jobbágyainak adójából származik. Frangepán István 1577-es halála után per kezdődött a Zrínyiek és a Frangepánok között az örökség miatt, melyet egyezség zárt le, amely szerint Novigrád a Frangepánok birtoka maradt. Az 1610-es birtokmegosztás során a vár és uradalma Frangepán Ferenc Kristóf birtoka lett. Novigrád vára szerepet játszott Wesselényi-összeesküvés szervezése során is. Frangepán Ferenc Kristóf hívására ide sereglettek a német uralommal elégedetlen nemesek és katonák. A szervezkedés lelepleződése után Herberstein generális császári hadai az összeesküvésben részt vevők váraival együtt Novigrádot is megrohamozta és kirabolta. Zrínyi Pétert és Frangepán Ferenc Kristófot Bécsújhelyen lefejezték, az összeesküvésben részt vett szabad nemeseket pedig jobbágysorba vetették. Novigrád várát szolgálataiért maga Herberstein kapta meg, az uradalom szabad falvait is a várúrnak vetették alá. Herberstein 1689-ben a várat a Máltai lovagrendre hagyta, de a rend nem tartott igényt rá és a tulajdonjogot a károlyvárosi ferenceseknek adták át, majd 1746-ban eladták báró Patacsich István ezredesnek. A horvát szábor Patacsichnak átadta a vár alatti, a Dobrán átívelő híd vámjának jövedelmét is. A hidat horvát rendek költségén nem sokkal korábban erősítették meg. A vár 1809-ig a francia megszállásig maradt a család birtokában, ekkor Haramcsics Imrének adták el, aki újra felvirágoztatta a novigrádi uradalmat. Halála után a birtokot a horvát országos ménesbirtok vette meg, mely a birtokot Türk Ferenc károlyvárosi nagykereskedőnek adta tovább.
Novigrad 1848 és 1877 között községközpont volt, ahol 1858-tól állami iskola működött. A falunak 1857-ben 238, 1910-ben 168 lakosa volt. A trianoni békeszerződésig Zágráb vármegye Károlyvárosi járásához tartozott. Számos család vándorolt ki innen az Amerikai Egyesült Államokba, Kanadába, Ausztráliába és Németországba. Becslések szerint utódaik száma mára eléri a 4800-at. A településnek 2011-ben 82 lakosa volt.

## Nevezetességei
- A Dobra folyó fölötti hegyen helyezkedik el a szabálytalan, északi irányban nyújtott  háromszög alaprajzú vár.[2] A háromszög élén egy hatalmas, kerektorony, míg a többi sarkon két másik torony található. A keleti fal közepén, egy kisebb, félkör alakú torony ugrik ki a fal síkjából. A tornyokból nagyszerű kilátás nyílik a Dobra völgyére. Felvonóhidas bejáratát kapuvédmű biztosította, melyen Patacsich grófné II. József császár 1783-as látogatásának emlékére német nyelvű táblát helyeztetett el. A vár a II. világháború idején nagyrészt leégett, ekkor pusztult el a várkápolna is. 1999-től nagyfokú feltárási és felújítási munkák kezdődtek benne, melyek során a délnyugati saroktoronyban egy kilátót alakítottak ki. A várat mára az alapjaitól fogva teljesen felújították, de védelmi jellegéből néhány lőrésen kívül, semmi sem maradt meg. A rekonstrukciós munkálatok még jelenleg is tartanak.
- A Nagyboldogasszony tiszteletére szentelt plébániatemploma[3] középkori eredetű, 1334-ben már biztosan állt. A mai templom legrégibb része a szentély, mely a 15. században épült gótikus stílusban. Ehhez csatlakozott a gótikus hajó, melyet 1781-ben barokk stílusban építettek át. Hossza 24 méter, szélessége 7,72 méter, magassága 8 méter, a harangtorony 25 méter magas. A megújított templomot 1823. július 20-án szentelte fel Maximilian Vrhovac zágrábi püspök. A főoltár mögötti és az oldalsó festett üvegablakok a faluból elszármazott amerikaiak adományaiból készültek 1914-ben és 1916-ban. A főoltárt a szentségtartóval a négy evangélista alakja, valamint Szent Anna és Szent Joakim szobrai díszítik. A két mellékoltár Szent Antal és Szent Illés tiszteletére vannak szentelve, Szent Lúcia és Apollónia, valamint Szent Flórián és Valentin szobraival. A Szent Antal oltár mellett áll a barokk szószék, a Szent Illés oltár közelében pedig a Szeplőtelen Szűzanya szobra látható. Az orgona a neves maribori mester Jozef Brandl műhelyében készült. A templom előtti részen egykor temető volt. Az új plébánia 1977-ben épült, míg a régi plébánia alapjain 2000 és 2004 között Páli Szent Vince tiszteletére szentelt pasztorális központot építettek fel.
- A Dobra folyón átívelő régi kőhíd[4] 1726 és 1730 között a régi főúttal a Karolinával egy időben épült.

## Lakosság
| Lakosság változása | Lakosság változása | Lakosság változása | Lakosság változása | Lakosság változása | Lakosság változása | Lakosság változása | Lakosság változása | Lakosság változása | Lakosság változása | Lakosság változása | Lakosság változása | Lakosság változása | Lakosság változása | Lakosság változása | Lakosság változása |
| ------------------ | ------------------ | ------------------ | ------------------ | ------------------ | ------------------ | ------------------ | ------------------ | ------------------ | ------------------ | ------------------ | ------------------ | ------------------ | ------------------ | ------------------ | ------------------ |
| 1857               | 1869               | 1880               | 1890               | 1900               | 1910               | 1921               | 1931               | 1948               | 1953               | 1961               | 1971               | 1981               | 1991               | 2001               | 2011               |
| 238                | 212                | 187                | 170                | 151                | 168                | 122                | 162                | 150                | 169                | 161                | 132                | 130                | 137                | 101                | 82                 |

## Híres emberek
Itt született 1839. január 29-én Blaž Lorković, közgazdász, jogász, író, politikus, akadémikus, egyetemi tanár, a Zágrábi Egyetem rektora, a horvát politikai gazdaságtan megteremtője.